# Học thuyết hai quốc gia
Học thuyết hai quốc gia là cơ sở cho phân chia Ấn Độ vào năm 1947. Học thuyết này ủng hộ đề nghị rằng người Hồi giáo và phi Hồi giáo nên có hai quốc gia riêng biệt. Đó là tư tưởng rằng bản sắc chính và khía cạnh thống nhất của người Hồi giáo ở tiểu lục địa Ấn Độ giáo là tôn giáo của họ, chứ không phải là ngôn ngữ hoặc dân tộc của họ. Học thuyết hai quốc gia là một nguyên tắc sáng lập của Phong trào Pakistan, và phân chia Ấn Độ trong năm 1947. Hệ tư tưởng rằng tôn giáo là yếu tố chính trong việc xác định quốc tịch của người Hồi giáo Ấn Độ đã được sử dụng bởi Muhammad Ali Jinnah. Ông gọi đó là "sự thức tỉnh của người Hồi giáo cho sự sáng tạo của Pakistan". Nó cũng là một nguồn cảm hứng cho một số tổ chức dân tộc Hindu. 